# Thiania luteobrachialis
Thiania luteobrachialis är en spindelart som beskrevs av Schenkel 1963. Thiania luteobrachialis ingår i släktet Thiania och familjen hoppspindlar. Inga underarter finns listade i Catalogue of Life.